# World Gone Mad
World Gone Mad è un singolo del gruppo musicale britannico Bastille, pubblicato il 21 novembre 2017 come primo estratto dalla colonna sonora del film Bright.

## Tracce
1. World Gone Mad – 3:16